# Escola de Belas Artes da Universidade Federal da Bahia
A Escola de Belas Artes da Universidade Federal da Bahia (EBA-UFBA), também conhecida como Escola de Belas Artes da Bahia, é uma escola brasileira de ensino superior de cursos de artes plásticas, licenciatura em desenho, design e decoração. Fundada em 1877 por Miguel Navarro Cañizares, é a segunda escola superior da Bahia e a segunda Escola de Belas Artes do Brasil. Localiza-se no bairro de Canela, na cidade de Salvador.
Um dos edifícios da Escola de Belas Artes da Bahia está localizado na rua Araújo Pinho e é um patrimônio cultural da Bahia, tombado através da Lei n.º 8 895 de 2003 e pelo Decreto n.º 8 722 de 2003.

## História
Em 17 de dezembro de 1877, Miguel Navarro Cañizares criou, de uma forma improvisada, a Academia de Belas Artes no sobrado em que morava e utilizava como atelier, na Baixa dos Sapateiros, em Salvador. Pouco tempo depois, a Academia de Belas Artes passou para o solar em que morava Jonathas Abbott, localizado no Centro Histórico de Salvador.
Em 1948, a Academia de Belas Artes passou a fazer parte da Universidade Federal da Bahia (UFBA). E em 1969, transferiu-se para o bairro de Canela.